# Acanthacaris caeca
La  langosta del Atlántico (Acanthacaris caeca) es una especie de crustáceo decápodo de la familia Nephropidae  habitual en las aguas templadas del Atlántico occidental.

## Descripción
Es una langosta marina de tamaño considerable, con una longitud total máxima de 40 cm (longitud del caparazón de 2 a 17 cm). El cuerpo es cilíndrico, completamente cubierto con pequeñas espinas fuertes. Los ojos muy pequeños y carecen de pigmento. Las antenas son largas y con forma de látigo. El cefalotórax alberga en su parte inferior cinco pares de patas, los tres pares anteriores terminan en pinzas siendo el primer par más grandes con función defensiva y ofensiva; el segundo par es más largo que el tercero. Posee una poderosa cola bien desarrollada que termina en forma de abanico.

## Distribución geográfica
Golfo de México, Mar Caribe, estrecho de la Florida. 

## Hábitat y biología
Es una especie de aguas profundas que vive entre los 293 a 878 m de profundidad (en su mayoría entre 550 y 825 m). Vive en madrigueras construidas en fondos de barro blando. 

## Interés para la pesca
Esta especie no se pesca comercialmente en la actualidad.